# ウンキニア属
ウンキニア属 (Uncinia) は、カヤツリグサ科の属の一つ。スゲ属によく似ていて、果胞から突き出る鈎を持つ。

## 概説
ウンキニア属は日本には分布しない植物で、主として南半球に分布する。その姿は極めてスゲ属のものによく似ている。小花を完全に包んで先端でだけ口を開く果胞を持つことなど、スゲ属と本属のみが持つ共通の特徴である。
この属の特徴は果胞内部から突き出る棘状突起があり、その先端が鉤型に曲がっていることである。そのために英名では hook grass、より正確には hook sedge と呼ばれる。また、学名もラテン語の uncus（鉤）に由来する。この鈎は動物の体毛などに引っかかりやすく、種子散布に役立つ。

## 特徴
外見的にはスゲ属のものによく似ている。多年生の草本で雌雄同体。茎は株の中心にあって多数が束になって生じるか、横に這う根茎から互いにある程度接近して生じる。茎断面は強く三角になるものからほぼ円柱形のものまであり、表面は滑らかなもの、縦筋が入るもの、あるいは花序の下でざらつくものがある。葉は細長く、平らであるか左右から巻き込み、縁と中脈は強くざらつくものが多い。葉の基部にある鞘には翼はなく、分解して繊維状になるものがある。
花序は小穂の形を取り、茎の先端に1個だけ生じる。小穂は小花が螺旋状に並んだもので、同一の小穂に雌雄両方の花を含む。小穂の先端部には雄花部があり、それは下方にある雌花部より短い。螺旋に配列する鱗片は卵形から楕円形、中央が窪んでおり、長く残る場合も早くに脱落する場合もあるが、全てその内側に花を抱える。最下の鱗片は棘状から葉状の苞葉になることもある。雄性花は装飾物等いっさい無く、2-3本（1本の例もあり）の雄蘂のみからなる。花糸も葯も糸状。雌性花も花被等はなく、壺の形で大まかに三角形をした組織（果胞）に包まれている。果胞は先端で口を閉じ、無毛あるいは毛がある。花柱は基部で太くなり、柱頭は3個で果胞から伸び出る。果実の基部の組織は伸び上がって果胞の口から出て遙かに長く伸び、先端が強く曲がって鉤状になる。

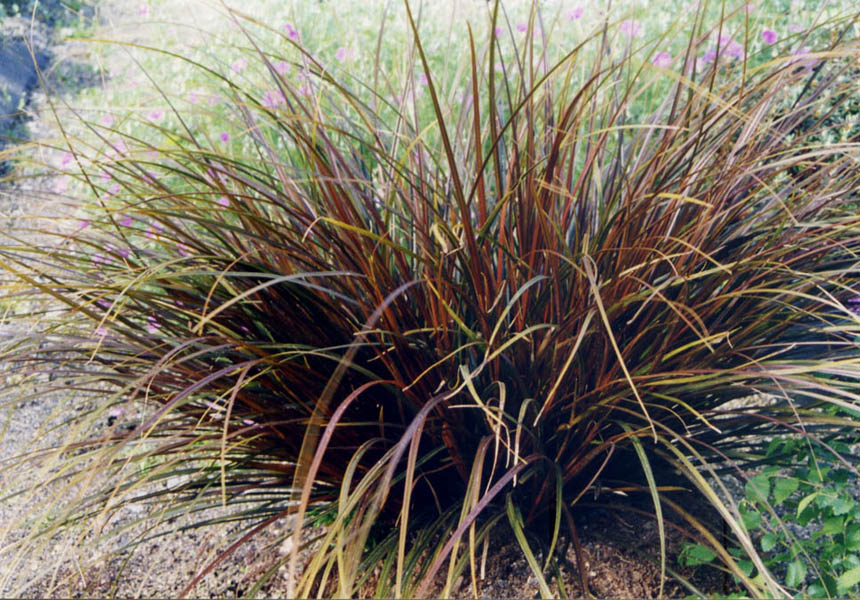
U. uncinata 株の様子
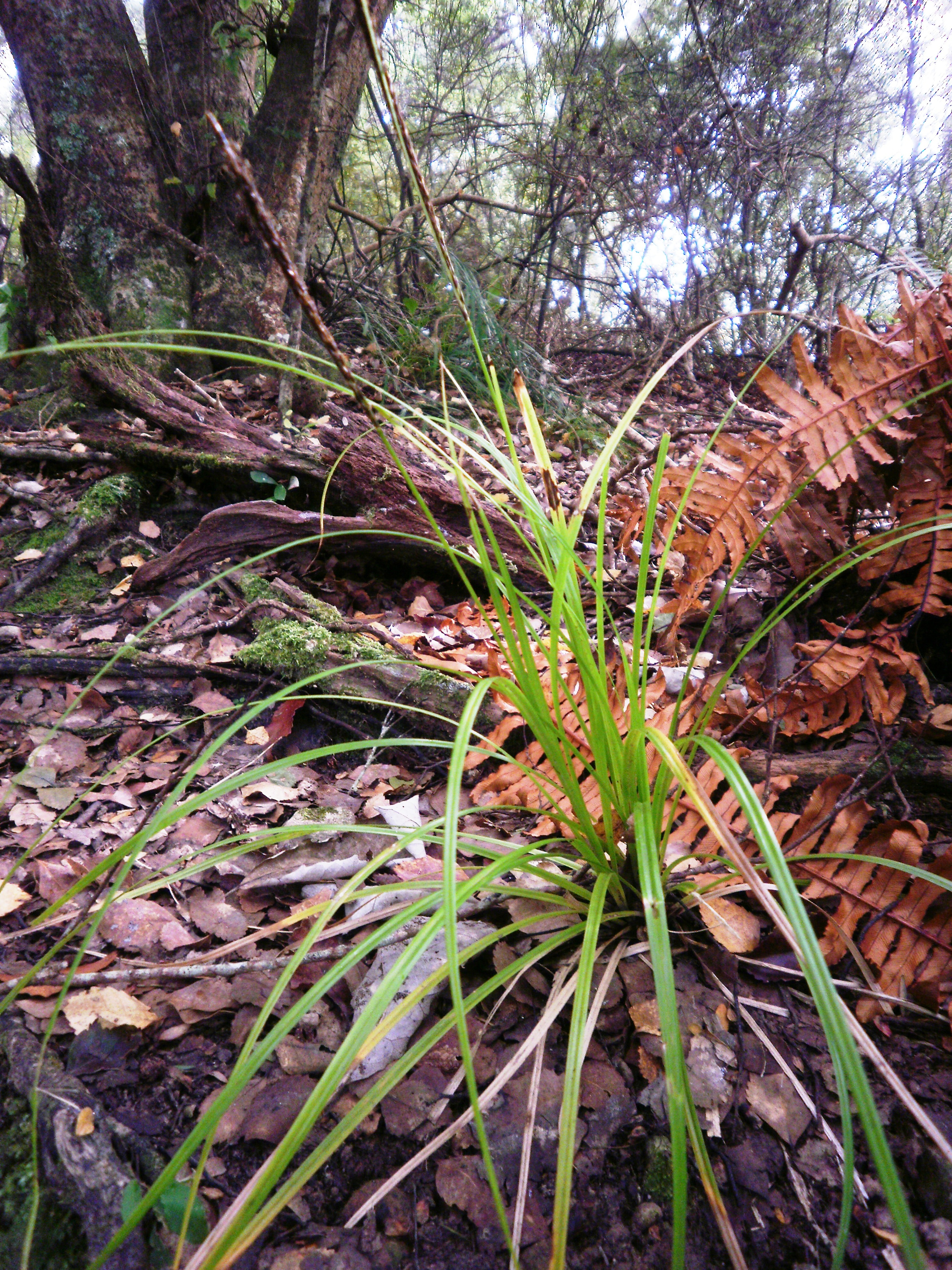
同・株と穂
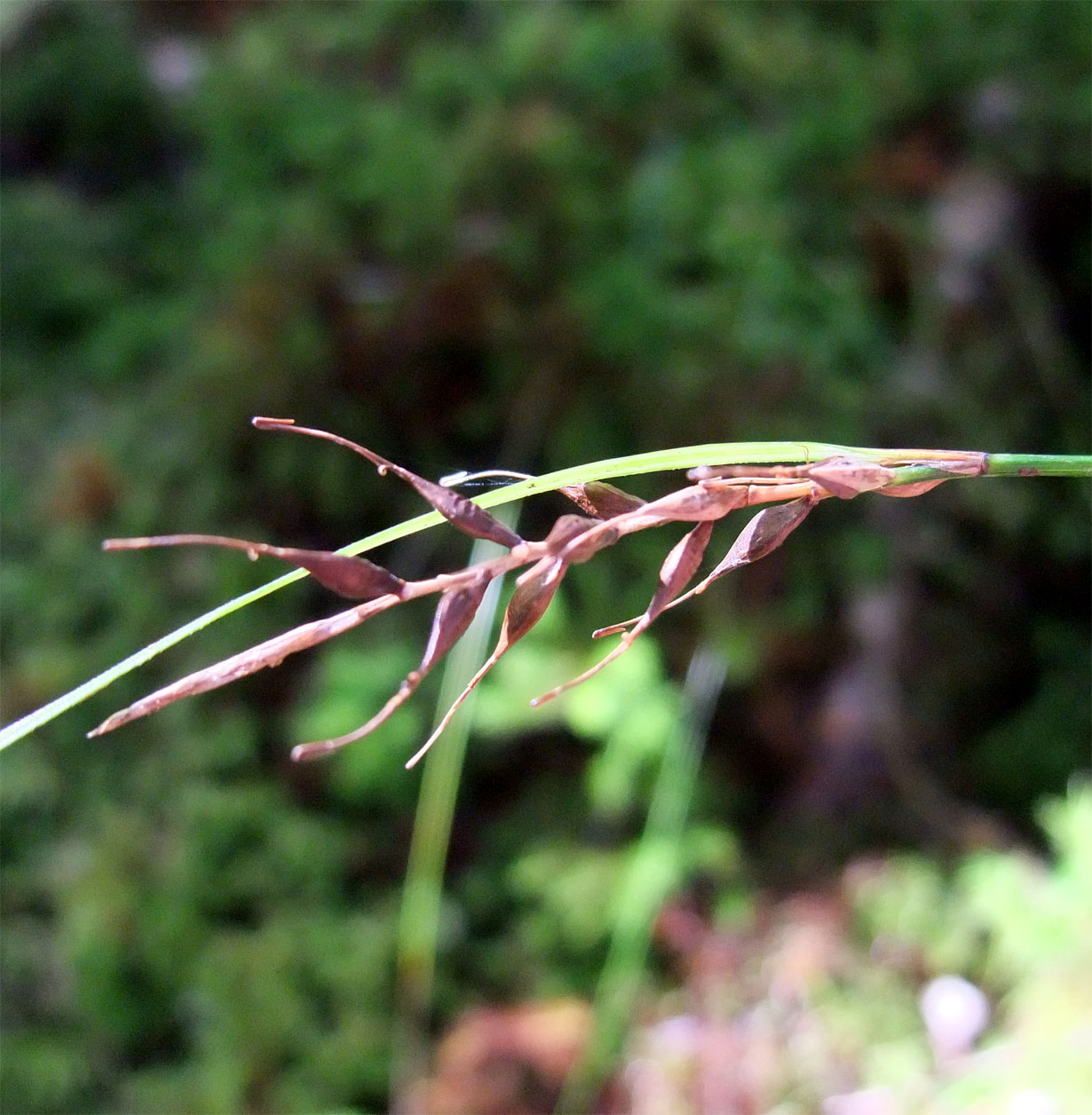
果胞と鉤

## 分布
50種ほどが南半球を中心に分布するが、アフリカにはない。ニュージーランドには30種以上があり、他にニューギニアとオーストラリア、それにアルゼンチン・エクアドルからメキシコにかけての南アメリカなどに分布する。起源は南極と考えられ、もっとも集中しているのはニュージーランドとその近隣の島嶼である。

## 分類
カヤツリグサ科の中で花が全て単性で花被片の痕跡等が無く、雌花では単なる雌蘂のみが果胞に包まれているものは、これを近縁であるとしてスゲ亜科のスゲ連に纏めている。このうちヒゲハリスゲ属は果胞が大きく口を開けており、その点ではっきりと形質に違いがあるが、本属の果胞はスゲ属のそれとほぼ同じであり、その他の特徴もスゲ属の範疇にほぼ収まる。例えば多くのスゲ属は複数の小穂をつけるが、本属のように単一の小穂のみをつける種も少なくはない。このような面から、本属とスゲ属との境界、および両属の関係が問題になる。
本属独自のはっきりした特徴となっているのは果胞から突き出した鉤である。この棘は果胞の内側、子房の下の組織が伸び出したものである。果胞はその位置からは雌花の花被由来の構造にも見えるが、実際には雌花の一部ではなく、雌花そのものの基部にあった苞葉のような構造に由来すると考えられる。それは例えば希にではあるが、スゲ属で果胞内部の子房の下から軸が伸び出し、その先に新たな花を生じる例が見られる（日本ではミヤマジュズスゲで見られる）ことからも分かる。
従ってウンキニアの鉤を持つ棘は、この例と同じように果胞に包まれた雌花の基部の軸が伸び出し、その先端に花をつけることなく鉤を形成したものと見ることができる。つまり、ウンキニア属とスゲ属では、その構造には本質的な違いはないことになる。もちろん大部分のスゲ属では子房の下方の組織が伸び出すことはなく、少なくとも定常的に見られるものではない。
ところがスゲ属の亜属である Subgen. Psyllophora のものでは果胞内部に子房の下から伸び出した棘状の構造が見られる例があり、本属との境界の問題が生じる。さらに sect. Leucoglochin に属する Carex microglochin ではその棘状突起が果胞から突出している。さらにウンキニア属でも U. kingii では棘の鉤があるもののその曲がり具合はごく緩やかとなっており、この種をスゲ属と判断した研究者もいた(Carex kingii (boot) Reznicek)ほどである。その他、様々な証拠から推定されるのは本属がスゲ属の Subgen. Psyllophora のものから進化してきたのではないかということである。またここから本属とスゲ属の関係や分類の見直しが必要かどうかといった考察も行われた。
しかし分子系統的な研究からはこの属の系統は非常によくまとまったクレードを形成した。またスゲ属との境界に位置すると考えられた U. kingii も明確にこの群に位置づけられ、逆にスゲ属の中で本属に関わりがあると考えられた種群はずっと離れた位置になった。
属内の分類としてはまず以下の2つの亜属が区別される。
- Subgen. Pseudocarex：U. kingii のみを含む。
- Subgen. Eu-Uncinia：それ以外の全種。これは更に次のように分かれる。
  - Sect. Uncinia：雄蘂の花糸は糸状で膨らまない。果胞は無毛か希に剛毛がある。主としてオーストラリア、一部がアメリカ。
  - Sect. Platyandra：果胞に剛毛がある。ほとんどがアメリカ産。

### 種
近年も新種の記載が行われている。
以下に代表的なものを挙げておく。
- Uncinia
  - U. affinis
  - U. angustiformia
  - U. astonii
  - U. aucklandica
  - U. banksii
  - U. caespitosa
  - U. clavata
  - U. distans
  - U. divaricata
  - U. drucei
  - U. egmontiana
  - U. elegans
  - U. ferruginea
  - U. filiformis
  - U. fuscovaginata
  - U. gracilenta
  - U. hookeri
  - U. involuta
  - U. laxiflora
  - U. leptostachya
  - U. longifructus
  - U. nervosa
  - U. purpurata
  - U. rubra
  - U. rupestris
  - U. scabra
  - U. silvestris
  - U. sinclairii
  - U. strictissima
  - U. uncinata
  - U. viridis
  - U. zotovii

## 利害
ニュージーランド産の Uncinia rubra は葉が赤くなるために観賞用として庭園などに栽培されており、red hook sedge と呼ばれている。日本では利用されていないようである。

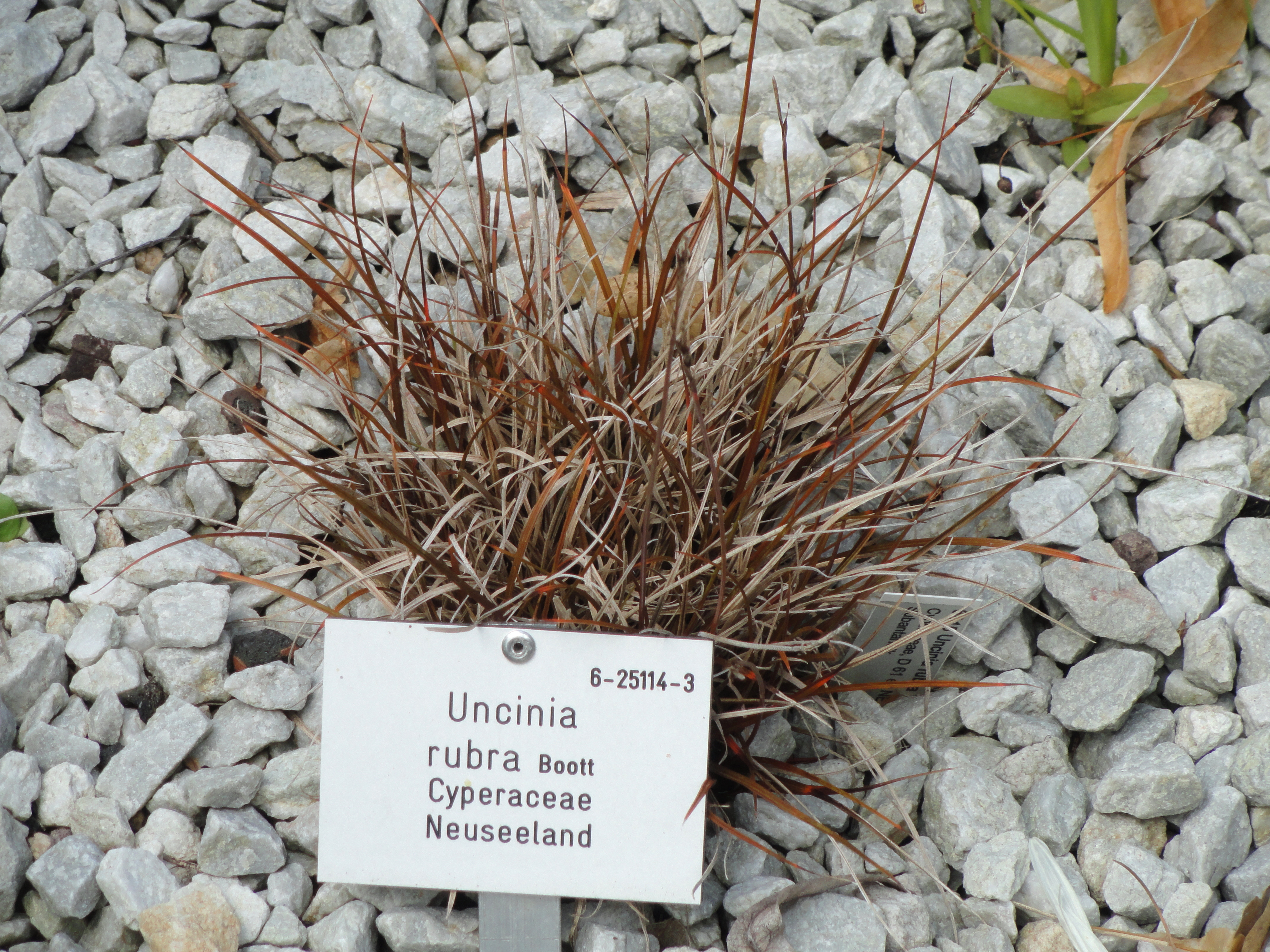
U. rubra